# Chiesa di san Michele Arcangelo a Ivjanec
La chiesa di san Michele Arcangelo a Ivjanec (in bielorusso: Касцёл Святога Міхаіла Арханёла, in polacco: Kościół św. Michała Archanioła) – è una chiesa parrocchiale francescana, costruita nella prima metà del XVIII secolo in stile barocco. Oggi appartiene al decanato di Valožyn dell'arcidiocesi di Minsk-Mogilev.

## La fondazione
Nel gennaio 1702 lo stolnik (siniscalco) di Minsk Teodor Antoni Wańkowicz invitò i monaci francescani a Ivjanec, assegnando loro un terreno per costruire un monastero e donando ingenti fondi. Prima dell'arrivo dei frati esisteva in quel luogo una chiesa in legno, costruita all'inizio del XVII sec. Dal 1740 al 1749 fu costruita una nuova chiesa in mattoni, nello stile del tardo barocco di Vilnius.
La data esatta della consacrazione della chiesa, dedicata a san Antonio di Padova, rimane sconosciuta. L'aspetto esterno dell'edificio – ad eccezione delle cime delle torri – per di più di 250 anni della sua esistenza non è praticamente cambiato, senza contare diversi lavori di restauro, in particolare quelli eseguiti nel metà del XIX sec. e all'inizio del XXI sec.

## Tempo di guerre
Nel tempo delle spartizioni della Polonia (1795-1918) il convento fu soppresso e adibito a caserma militare. La chiesa stessa, dopo il fallimento dell'insurrezione di gennaio, fu consegnata al clero ortodosso. Le richieste e le lettere firmate dai parrocchiani cattolici da Ivjanec sono state ignorate dal governo russo. Infine la chiesa fu presa dagli ortodossi, mentre i livelli superiori delle torri furono sostituiti da cupole a forma di cipolla.
Dopo la prima guerra mondiale l'edificio fu nuovamente riaperto. I francescani tornarono a Ivjanec e ripresero la sua attività parrocchiale presso la chiesa di san Michele. Nei prossimi anni nella chiesa sono state apportate alcune modifiche architettoniche. Nel 1935 i soldati della protezione del confine del paese (KOP "Iwieniec") finanziarono una campana per la chiesa (1260 kg del peso), dedicata alla memoria del defunto maresciallo Józef Piłsudski. Nell'estate 1941, dopo l'arrivo dei soldati tedeschi a Ivjanec, iniziò la persecuzione dei cattolici. Nel luglio 1941 due francescani da Ivjanec – Achilles Puchała e Herman Stępień – furono assassinanti dai nazisti tedeschi.

## Dal 1948 fino ad oggi
Nel 1948 le autorità sovietiche decisero di chiudere la chiesa e il monastero. Gli edifici storici svolgevano varie funzioni: nel monastero è stata collocata una scuola superiore, mentre nella chiesa funzionava un negozio. Successivamente la chiesa e il monastero ospitavano una filiale di uno stabilimento industriale di Minsk. Dopo il crollo dell'URSS, grazie a numerose richieste e petizioni, l'edificio fu riconsegnato ai fedeli cattolici nel 1992.
Nel 2003 è stato avviato un restauro generale dell'intera struttura (prima il monastero, poi la chiesa parrocchiale). Nel 2012 accanto alla chiesa è stata inaugurata la statua di Giovanni Paolo II. Attualmente l'intero edificio è un luogo di vivace attività pastorale e culturale. Da diversi anni vengono organizzati qua i workshop musicali per i giovani. Molto apprezzati sono anche i ritiri spirituali per i giovani, organizzati presso la chiesa parrocchiale.

## Galleria d'immagini

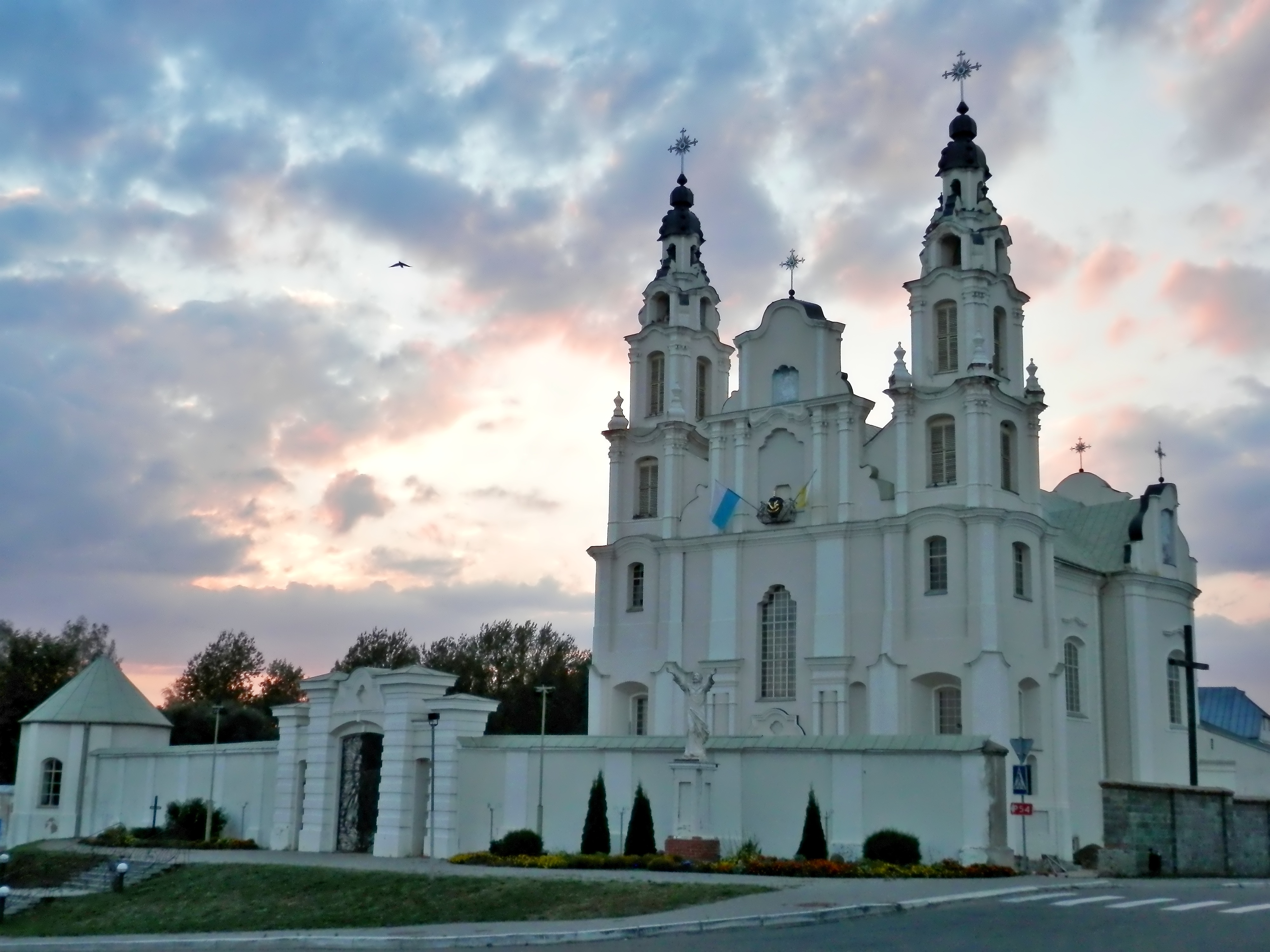
Chiesa al tramonto
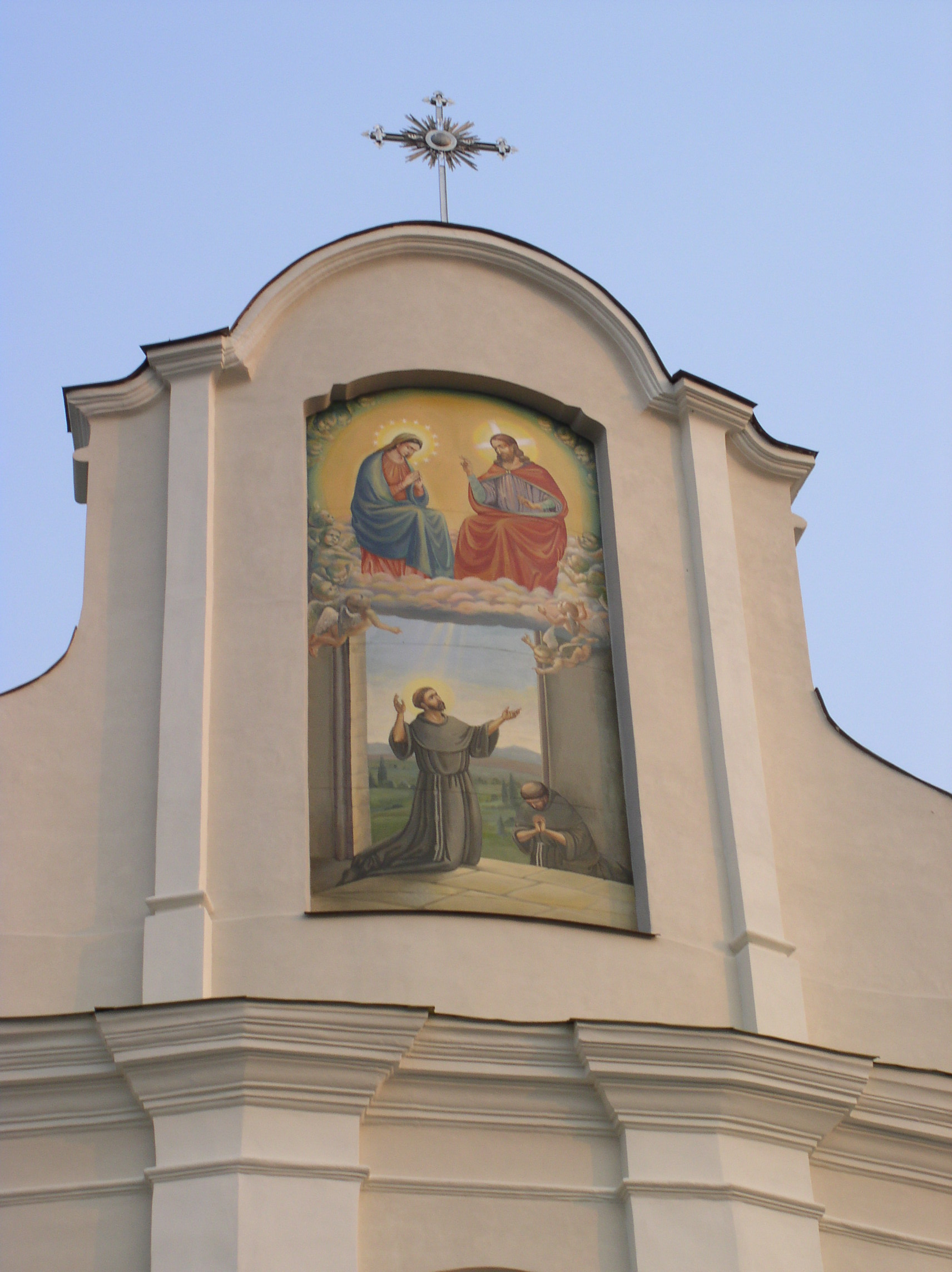
La parte del frontone
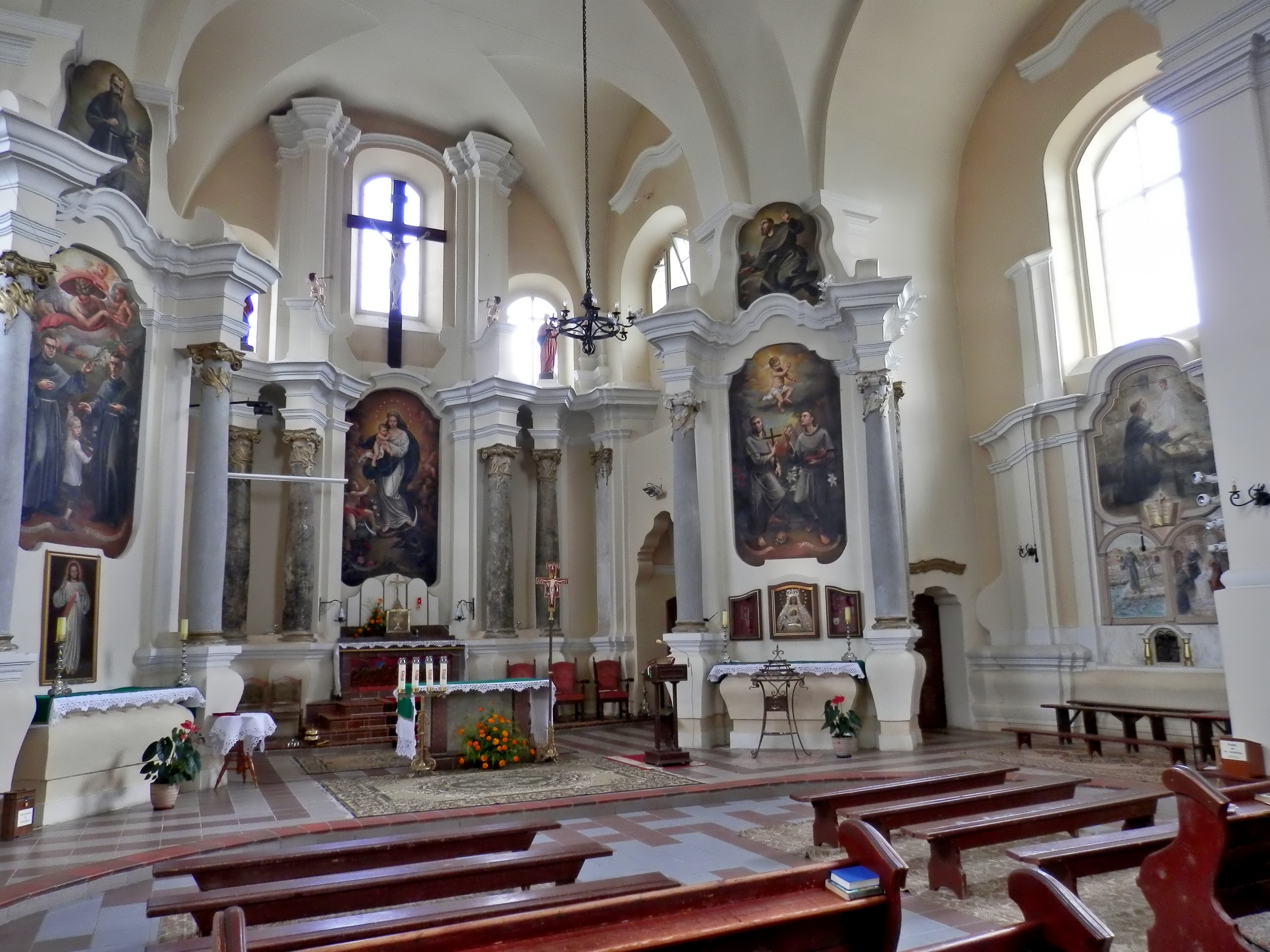
Il presbiterio
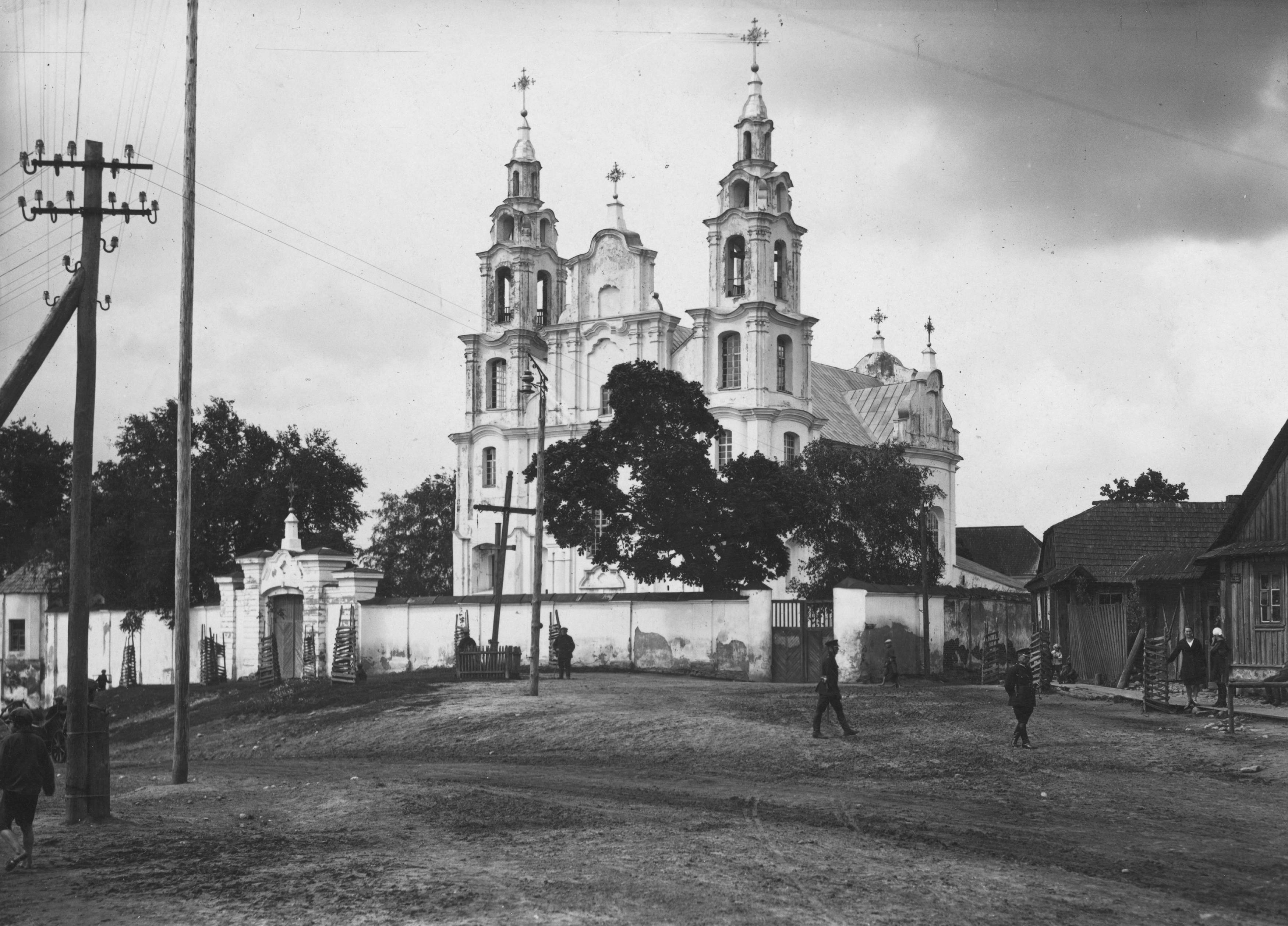
Tra le guerre (1919-39)